# 奧克布拉夫斯 (麻薩諸塞州普查規定居民點)
奧克布拉夫斯（英語：Oak Bluffs）是位於美國麻薩諸塞州杜克斯縣的一個普查規定居民點。

## 人口
根據2020年美國人口普查的數據，奧克布拉夫斯的面積為4.94平方千米，當中陸地面積為4.69平方千米，而水域面積為0.25平方千米。當地共有人口2324人，而人口密度為每平方千米470.45人。